# Thrymoserica tetraphylla
Thrymoserica tetraphylla är en skalbaggsart som beskrevs av Moser 1918. Thrymoserica tetraphylla ingår i släktet Thrymoserica och familjen Melolonthidae. Inga underarter finns listade i Catalogue of Life.